# Filó de Tiana
Filó de Tiana (en llatí Philon Thyanensis, en grec antic Φίλων) fou un destacat geòmetra grec especialitzat en les parts principals de l'antiga geometria, sobretot les línies corbes.
Investigava les línies formades per la intersecció d'un pla amb determinades superfícies corbades. A aquestes línies Pappos d'Alexandria les va anomenar πλεκτοίδες (plectoides). Les seves investigacions, que no es coneixen ben bé, van despertar l'admiració de molts geòmetres entre els quals s'inclou Menelau d'Alexandria. Com que aquest Menelau era a Roma l'any 98, se suposa que Filó devia viure al segle i.